# 費耶爾哈姆穹丘
77°0′S 125°46′W / 77.000°S 125.767°W
費耶爾哈姆穹丘（英語：Feyerharm Knoll）是南極洲的穹丘，位於瑪麗伯德地，屬於執委山脈的一部分，處於西德利火山東北坡，以氣象學家命名，現時由南極條約體系管理。